# 마이클 앤드류 로
마이클 앤드류 로(중국어 : 羅卓睿 ; 1982년 11월 13일 영국 홍콩 출생) 은 홍콩 현대 아티스트, 화가, 홍콩 영화 제작자, 미술상, 홍콩의 마이클 앤드류 로 갤러리의 소유주이다.)

## 경력
로는 베이징에 있는 중앙 미술학원의 선생님, 뉴욕의 고전화가 댄 앤더슨과 함께 그림을 공부했다. 2008년에는 에코 협회로부터 자금을 지원 받아 네이처 아트 워크샵을 공동 설립했다. 2015년에는 마이클 앤드류 로 갤러리를 열었고, 2016년에는 마이클 앤드류 로 아트 스쿨을 창립했다.

## 작품
그의 초기 작품은 주로 코믹과 일러스트레이션으로 구성되어 있으며, 쿵 카오 포, 카톨릭 어린이 성서, 그 외 기도서 등 다양한 출판물에 실렸다.

## 조형 작품
훌륭한 아티스트로서의 로는 큰 스케일의 사실주의 조형 작품 시리즈를 작업했다.
인류애라는 작품은 유화이며, 홍콩섬의 잔디밭에 설치되었다. 이 서사적인 작품은 어른들이 돈을 숭배하는 정글로 몰려드는 동안 한 무리의 아이들이 평화로운 자연의 한 부분을 공유하는 모습을 묘사하고 있다.
이 작품은 2006년 홍콩의 홍콩 스타의 거리와 퀸 빅토리아 거리에 전시되고 있다.

## 중요한 수집가들
페르난데스 테레시타 페르난데스, 전 미국 연방 예술위원회 위원,
테스터 게이츠, 시카고 대학의 시각 예술 학과장,
마릴린 민터, 뉴욕 시각 예술 아카데미 미술 석사 학과장,
그 외 예술가 사업가 제프 쿤스, 무라카미 타카시, 토니 네이더 박사 등이 그들의 개인적 소장품에 로의 작품을 포함시키고 있다.
그는 아트 바젤 홍콩을 포함한 전 세계의 그룹 쇼에 참가했다. 로는 현재 그의 파트너인 미셸 우팅엔과 함께 홍콩에서 살고 있다.

### 카톨릭 교회의 초상화 작품들
그의 경력에 있어서 또 다른 중요한 요소는 성서를 주제로 하는 그림이다. 로는 교황 요한 바오로 2세, 교황 베네딕트 16세, 마더 테레사 등 다양한 카톨릭 교회 인물의 유화 초상화를 완성했다. 그런 그의 작품들은 전국적으로 전시되었으며 교회에서 인정을 받고 있다. 알려진 수집가로는 카톨릭 교회의 중국 추기경인 조셉 젠 젠큔이 있다.

### 데이빗 린치 재단의 초상화 작품들
로 전시회의 제목은 “하이퍼 팝 초현실주의 예술의 불분명함에서 분명함까지”이다. 모든 위험에 처한 사람들 사이에서 발생하는 정신적 충격과 유독성 스트레스를 줄이기 위한 데이비드 린치 재단의 자선 사업 기금을 돕기 위한 전시회다. 이 전시회에는 마하리시 마헤시 요기, 존 헤글린 대통령, 영화 제작자 데이비드 린치, 프레드 트래비스 교수, 데이비드 린치 재단의 대표 밥 로스씨의 유화 초상화도 함께 전시된다.

## 전시회
- 2013 Exhibition at NatureArt Gallery DeTour 2013[5]
- 2009 Exhibition The Avenue of Stars[6]
- 2007 Guest and ExhibitionThe Peak Galleria  Hong Kong[7]
- 2007 Invited workshop exhibition, Elements, Hong Kong
- 2006 Collection by Cardinal Zen Ze-kiun and exhibited at Catholic Church of Hong Kong.
- 2004 - 2007, Exhibition, Hong Kong Central Library.
- 2005 Illustrator for Kung Kao Po
- 2004 Group Exhibition, Wanchai Tower
- 2003 Group Exhibition, Hong Kong Convention and Exhibition Centre.
- 2003  Winner of I luv Hong Kong Painting Competition, exhibition at The Landmark (Hong Kong).

## 선택한 출판물
- CHINA: CONTEMPORARY PAINTING (ISBN 978-88-89431-07-8)
- International Contemporary Painting (ISBN 978-88-89431-07-8)
- Traditional & Contemporary Chinese Brush (ISBN 1-903975-19-0)
- A Tradition Redefined: Modern and Contemporary Chinese Ink Paintings from the Chu-tsing Li Collection (ISBN 0-300-12672-7)
- Michael Andrew Law
 Pale Hair Girls Catalogue (Volume 1), 2014
 Cheukyui Law, Michael Andrew Law, exhibition catalogue, (ISBN 978-1503372115)
- iEgoism
 Paperback, 2015
 Michael Andrew Law,
Publisher: XLIBRIS Eassay, (ISBN 978-1499021240)
- Chinese Contemporary Artist Full Coloured Edition 
Michael Andrew Law Studio, 
 Michael Andrew Law, 
Hong Kong Art Basel, Michael Andrew Law Studio,
 (ISBN 978-1508758945)
- Christmas Everyday 
Michael Andrew Law Studio, 
Michael Andrew Law ,
Studio Cheukyui, Florence Lawman Christmas Everyday,
 (ISBN 978-1505583922)
- Conceptz on woods, 2015
Michael Andrew Law Exhibition Catalogue , Studio Cheukyui, Los Angeles
Michael Andrew Law, Michael Andrew Law – Conceptz on woods
 (ISBN 978-1511592086)
- iEgoism Paintings, 2015
Michael Andrew Law Exhibition Catalogue Volume 3, Studio Cheukyui, Los Angeles
Michael Andrew Law, Michael Andrew Law – iEgoism Paintings
 (ISBN 978-1511592291)

## 같이 보기
- 천주교 홍콩 교구